# Комори-Домбровне
Комори-Домбровне (пол. Komory Dąbrowne) — село в Польщі, у гміні Сонськ Цехановського повіту Мазовецького воєводства.
Населення — 78 осіб (2011).
У 1975-1998 роках село належало до Цехановського воєводства.

## Демографія
Демографічна структура станом на 31 березня 2011 року:
|          | Загалом | Допрацездатний вік | Працездатний вік | Постпрацездатний вік |
| -------- | ------- | ------------------ | ---------------- | -------------------- |
| Чоловіки | 43      | 8                  | 29               | 6                    |
| Жінки    | 35      | 4                  | 20               | 11                   |
| Разом    | 78      | 12                 | 49               | 17                   |